# Oberst Redl
Oberst Redl (bra: Coronel Redl) é um filme teuto-austríaco-iugoslavo-húngaro de 1985, dos gêneros drama biográfico e suspense, dirigido por István Szabó, com roteiro de Heinz Freitag, Peter Dobai, Gabriella Prekep e do próprio diretor baseado na peça de John Osborne A Patriot for Me.

Foi indicado ao Oscar de melhor filme estrangeiro na edição de 1986, representando a Hungria.

## Elenco
- Klaus Maria Brandauer - Alfred Redl
- Hans Christian Blech - major-general Von Roden
- Armin Mueller-Stahl - arquiduque Francisco Ferdinando
- Gudrun Landgrebe - Katalin Kubinyi
- Jan Niklas - coronel Kristóf Kubinyi
- László Mészáros - coronel Ruzitska
- András Bálint - capitão Dr. Gustav Sonnenschein
- László Gálffi - Alfredo Velocchio
- Dorottya Udvaros - Clarissa
- Károly Eperjes - tenente Jaromil Schorm
- Róbert Rátonyi - barão Ullmann
- Flóra Kádár - irmã de Redl